# Hyaluronan
Hyaluronan eller hyaluronsyra är en icke-sulfonerad glukosaminoglykan. Till skillnad från andra glukosaminoglykaner produceras det inte på ett protein i golgiapparaten utan tillverkas direkt av ett plasmamembranbundet enzym kallat HA syntas, som utsöndrar det direkt ut till extracellulära utrymmet.
Hyaluronan har en kraftigt vattenupptagande förmåga. UVB-strålning, exempelvis vid solljusexponering, bryter ner hyaluronsyra, vilket man kunnat påvisa genom förhöjda nivåer av hyaluronsyrarester efter UVB-exponering. Hyaluronan har en stötdämpande funktion vilket gör det till en av de viktigaste komponenterna i broskväv. I extracellulärt matrix har det flera funktioner bland annat vid sårläkning, cellmigration, inflammation med mera.
Hyaluronsyrageler är tredimensionella molekylära nätverk som kan innehålla en avsevärd mängd vatten och är en s.k. hydrogel. Nätverken håller samman med kemiska eller fysikaliska tvärbindningar. Eftersom de är biokompatibla och bionedbrytbara så är intresset stort för biomedicinska tillämpningar som till exempel som fyllnadsmedel då man vill släta ut rynkor eller som tillfällig bärare av levande celler, proteiner eller läkemedel som kontrollerat ska tillföras kroppen.  
Hyaluronan och dess geler bryts ner av hyaluronidaser.